# Isabell Werth
Isabell Werth (n. 21 iulie 1969, Issum, Republica Federală Germania) este o călăreață ce a reprezentat Germania, specializată în proba de dresaj, medaliată olimpică. A participat la 7 ediții ale Jocurilor Olimpice (1992, 1996, 2000, 2008, 2016, 2020, 2024) în care a câștigat 8 medalii de aur și 6 medalii de argint. Este cea mai de succes participantă germană la Jocurile Olimpice din toate timpurile.

## Palmares
| An   | Competiție                 | Cal             | Puncte  | Loc | Note               |
| ---- | -------------------------- | --------------- | ------- | --- | ------------------ |
| 1989 | Campionatul European       | Weingart        |         | 13  | individual         |
| 1991 | Campionatul European       | Gigolo FRH      |         | 1   | echipe             |
| 1991 | Campionatul European       | Gigolo FRH      |         | 1   | individual         |
| 1992 | Jocurile Olimpice          | Gigolo FRH      |         | 1   | echipe             |
| 1992 | Jocurile Olimpice          | Gigolo FRH      |         | 2   | individual         |
| 1993 | Campionatul European       | Gigolo FRH      |         | 1   | echipe             |
| 1993 | Campionatul European       | Gigolo FRH      |         | 1   | individual         |
| 1996 | Jocurile Olimpice          | Gigolo FRH      |         | 1   | echipe             |
| 1996 | Jocurile Olimpice          | Gigolo FRH      |         | 1   | individual         |
| 1998 | Jocurile Mondiale Ecvestre | Gigolo FRH      |         | 1   | echipe             |
| 1998 | Jocurile Mondiale Ecvestre | Gigolo FRH      |         | 1   | individual         |
| 1999 | Campionatul European       | Antony FRH      |         | 1   | echipe             |
| 1999 | Campionatul European       | Antony FRH      |         | 16  | individual         |
| 2000 | Finala Cupei Mondiale      | Antony FRH      |         | 4   |                    |
| 2000 | Jocurile Olimpice          | Gigolo FRH      |         | 1   | echipe             |
| 2000 | Jocurile Olimpice          | Gigolo FRH      |         | 2   | individual         |
| 2001 | Finala Cupei Mondiale      | Antony FRH      |         | 2   |                    |
| 2001 | Campionatul European       | Antony FRH      |         | 1   | echipe             |
| 2001 | Campionatul European       | Antony FRH      |         | 16  | individual         |
| 2002 | Finala Cupei Mondiale      | Antony FRH      |         | 5   |                    |
| 2003 | Finala Cupei Mondiale      | Antony FRH      |         | 4   |                    |
| 2003 | Campionatul European       | Satchmo 78      |         | 17  | individual         |
| 2004 | Finala Cupei Mondiale      | Apache OLD      |         | 9   |                    |
| 2006 | Finala Cupei Mondiale      | Warum Nicht FRH |         | 2   |                    |
| 2006 | Jocurile Mondiale Ecvestre | Satchmo 78      |         | 1   | echipe             |
| 2006 | Jocurile Mondiale Ecvestre | Satchmo 78      |         | 1   | individual special |
| 2006 | Jocurile Mondiale Ecvestre | Satchmo 78      |         | 3   | individual liber   |
| 2007 | Finala Cupei Mondiale      | Warum Nicht FRH | 84,250% | 1   |                    |
| 2007 | Campionatul European       | Satchmo 78      | 76,750% | 2   | echipe             |
| 2007 | Campionatul European       | Satchmo 78      | 78,360% | 1   | individual special |
| 2007 | Campionatul European       | Satchmo 78      | 83,200% | 2   | individual liber   |
| 2008 | Finala Cupei Mondiale      | Warum Nicht FRH | 82,600% | 2   |                    |
| 2008 | Jocurile Olimpice          | Satchmo 78      | 76,417% | 1   | echipe             |
| 2008 | Jocurile Olimpice          | Satchmo 78      | 78,100% | 2   | individual         |
| 2009 | Finala Cupei Mondiale      | Satchmo 78      | 84,500% | 2   |                    |
| 2010 | Finala Cupei Mondiale      | Warum Nicht FRH | 79,750% | 4   |                    |
| 2010 | Jocurile Mondiale Ecvestre | Warum Nicht FRH | 75,404% | 3   | echipe             |
| 2010 | Jocurile Mondiale Ecvestre | Warum Nicht FRH | 72,000% | 10  | individual special |
| 2010 | Jocurile Mondiale Ecvestre | Warum Nicht FRH | 80,000% | 6   | individual liber   |
| 2011 | Finala Cupei Mondiale      | Satchmo 78      | 77,143% | 5   |                    |
| 2011 | Campionatul European       | El Santo NRW    | 75,213% | 2   | echipe             |
| 2011 | Campionatul European       | El Santo NRW    | 76,533% | 7   | individual special |
| 2011 | Campionatul European       | El Santo NRW    | 80,536% | 7   | individual liber   |
| 2012 | Finala Cupei Mondiale      | El Santo NRW    | 79,964% | 4   |                    |
| 2013 | Finala Cupei Mondiale      | Don Johnson FRH | 80,429% | 5   |                    |
| 2013 | Campionatul European       | Don Johnson FRH | 75,213% | 1   | echipe             |
| 2013 | Campionatul European       | Don Johnson FRH | 71,890% | 20  | individual special |
| 2014 | Finala Cupei Mondiale      | El Santo NRW    | 79,089% | 5   |                    |
| 2014 | Jocurile Mondiale Ecvestre | Bella Rose 2    | 81,529% | 1   | echipe             |
| 2014 | Jocurile Mondiale Ecvestre | Bella Rose 2    |         | 31  | individual special |
| 2015 | Finala Cupei Mondiale      | El Santo NRW    | 77,875% | 6   |                    |
| 2015 | Campionatul European       | Don Johnson FRH | 74,900% | 3   | echipe             |
| 2015 | Campionatul European       | Don Johnson FRH | 75,924% | 7   | individual special |
| 2015 | Campionatul European       | Don Johnson FRH | 82,483% | 4   | individual liber   |
| 2016 | Jocurile Olimpice          | Weihegold OLD   | 80,463% | 1   | echipe             |
| 2016 | Jocurile Olimpice          | Weihegold OLD   | 89,071% | 2   | individual         |
| 2017 | Finala Cupei Mondiale      | Weihegold OLD   | 90,704% | 1   |                    |
| 2017 | Campionatul European       | Weihegold OLD   | 83,743% | 1   | echipe             |
| 2017 | Campionatul European       | Weihegold OLD   | 83,613% | 1   | individual Special |
| 2017 | Campionatul European       | Weihegold OLD   | 90,982% | 1   | individual liber   |
| 2018 | Finala Cupei Mondiale      | Weihegold OLD   | 90,658% | 1   |                    |
| 2018 | Jocurile Mondiale Ecvestre | Bella Rose 2    | 84,824% | 1   | echipe             |
| 2018 | Jocurile Mondiale Ecvestre | Bella Rose 2    | 86,246% | 1   | individual special |
| 2019 | Finala Cupei Mondiale      | Weihegold OLD   | 88,872% | 1   |                    |
| 2019 | Campionatul European       | Bella Rose 2    | 85,652% | 1   | echipe             |
| 2019 | Campionatul European       | Bella Rose 2    | 86,520% | 1   | individual special |
| 2019 | Campionatul European       | Bella Rose 2    | 90,875% | 1   | individual liber   |
| 2021 | Jocurile Olimpice          | Bella Rose 2    | 83,298% | 1   | echipe             |
| 2021 | Jocurile Olimpice          | Bella Rose 2    | 89,657% | 2   | individual         |
| 2021 | Campionatul European       | Weihegold OLD   |         | 1   | echipe             |
| 2021 | Campionatul European       | Weihegold OLD   |         | 2   | individual special |
| 2021 | Campionatul European       | Weihegold OLD   |         | 4   | individual liber   |
| 2022 | Campionatul Mondial        | DSP Quantaz     |         | 3   | echipe             |
| 2022 | Campionatul Mondial        | DSP Quantaz     |         | 4   | individual special |
| 2022 | Campionatul Mondial        | DSP Quantaz     |         | 9   | individual liber   |
| 2022 | Finala Cupei Mondiale      | Weihegold OLD   |         | 3   |                    |
| 2023 | Campionatul European       | DSP Quantaz     |         | 2   | echipe             |
| 2023 | Campionatul European       | DSP Quantaz     |         | 6   | individual special |
| 2023 | Campionatul European       | DSP Quantaz     |         | 5   | individual liber   |
| 2023 | Finala Cupei Mondiale      | DSP Quantaz     |         | 3   |                    |
| 2024 | Jocurile Olimpice          | Wendy           |         | 1   | echipe             |
| 2024 | Jocurile Olimpice          | Wendy           |         | 2   | individual         |

## Legături externe
- Materiale media legate de Isabell Werth la Wikimedia Commons
- Isabell Werth la Olympic.org (archived) (în engleză)
- Isabell Werth la OlympicChannel.com (archived) (în engleză)
- Isabell Werth la Olympics.com (în engleză)
- Isabell Werth la Comitetul Olimpic German (în germană)
- Isabell Werth la Olympedia (în engleză)
- Isabell Werth la dlaabaseOlympics.com (archived) (în engleză)
- Isabell Werth la FEI (în engleză)
- Isabell Werth la Munzinger Sports Archives (în germană)